# Leptothorax susamyri
Leptothorax susamyri är en myrart som beskrevs av Gennady M. Dlussky 1965. Leptothorax susamyri ingår i släktet smalmyror, och familjen myror. Inga underarter finns listade i Catalogue of Life.